# Iranska polisens specialenheter
| Kommandots sigill |  | Insignium |
| Kommandots sigill |  | Insignium |

Iranska polisens specialenheter (persiska: فرماندهی یگان‌های ویژه ناجا), förkortat YEGUP (persiska: یگوپ), är en underdivision inom Iranska polisstyrkan med ansvar för dess specialförband. Kommandot består av 3 enheter, uppkallade efter Musa al-Kazim, Ruhollah Khomeini och Ali ibn Abi Talib, och har specialenheter för gisslan, ridande polis, kravallpolis, polishundar och luftburna styrkor et cetera. Specialförbandet för antiterror är en del av denna polisstyrka.